# Angelica laxifoliata
Angelica laxifoliata är en växtart i släktet kvannar (Angelica) och familjen flockblommiga växter. Den beskrevs av Friedrich Ludwig Diels 1900.
Arten är en perenn ört som förekommer i centrala Kina.